# André Bueno
Andre Vinicius Bueno (Cascavel, 14 de outubro de 1975) é um economista, e político brasileiro. Exerceu o cargo de deputado estadual entre fevereiro de 2011 e janeiro de 2019. É filho do político Edgar Bueno.
Nas eleições de 2010, foi eleito deputado pelo PDT com mais de 55 mil votos. Reeleito em 2014, com 36 mil. Em março de 2016, anunciou sua saída do PDT e o ingresso no PSDB do governdor Beto Richa. 
Em 2015 votou a favor do PL 252/2015 que altera a previdência dos servidores públicos do Paraná, apoiando a proposta apresentada pelo governador Beto Richa (PSDB).
Nas eleições de 2018, não obteve votos suficientes para sua releição ao cargo de deputado estadual, se ausentando da disputa das eleições seguintes. 